# 새터초등학교
새터초등학교는 대한민국 충청북도 청주시 청원구에 있는 초등학교다.

## 학교 연혁
- 1994. 03. 01. 새터초등학교 12학급 개교
- 1995. 02. 18. 제 1회 졸업식(68명)
- 1995. 03. 10. 병설유치원 개원(1학급)
- 1996. 03. 01. 새터초등학교로 명칭 변경
- 2011. 01. 27. 전국 100대 교육과정 우수학교 선정
- 2013. 11. 20.~11. 23. 충청북도교육청 지정 PDS 협력학교 발표
- 2015. 03. 01. 28학급 편성
- 2015. 03. 01. 제11대 유의상 교장선생님 부임